# Villegly
Villegly település Franciaországban, Aude megyében. Lakosainak száma 1227 fő (2022. január 1.). Villegly Bagnoles, Conques-sur-Orbiel, Sallèles-Cabardès, Villarzel-Cabardès és Villeneuve-Minervois községekkel határos.

## Népesség
A település népessége az elmúlt években az alábbi módon változott:
| Lakosok száma | 514  | 532  | 611  | 846  | 1083 | 1087 | 1134 | 1177 | 1196 | 1227 |
|               | 1968 | 1982 | 1990 | 2006 | 2013 | 2015 | 2017 | 2019 | 2020 | 2022 |